# Gand-Wevelgem féminin 2022
Cet article concerne la course féminine. Pour la course masculine, voir Gand-Wevelgem 2022.
La 11e édition de Gand-Wevelgem féminin a lieu le 27 mars 2022. C'est la cinquième épreuve de l'UCI World Tour féminin 2022. Elle est remportée par l'Italienne Elisa Balsamo.

## Présentation

### Organisation
L'épreuve est organisée par Flanders Classics.

### Équipes
| UCI Women's WorldTeams (14)- Team BikeExchange-Jayco - Canyon-SRAM Racing - EF Education-TIBCO-SVB - FDJ Nouvelle Aquitaine Futuroscope - Human Powered Health - Team Jumbo-Visma - Liv Racing Xstra - Movistar Team - Roland Cogeas-Edelweiss Squad - SD Worx - Trek-Segafredo - Team DSM - UAE Team ADQ - Uno-X Pro Cycling Team Équipes féminines continentales (10)- Bingoal-Chevalmeire-Van Eyck Sport - Ceratizit-WNT Pro Cycling - Cofidis - Lotto Soudal Ladies - Le col-Wahoo - Multum Accountants - AG Insurance NXTG - Parkhotel Valkenburg - Plantur-Pura - Valcar-Travel & Service |
| |

### Parcours
Le départ est donné à Ypres. La course de 159 kilomètres passe par les Moëres après une 38 kilomètres de course. La première ascension est le Scherpenberg après 94 kilomètres. Le premier passage du Mont Kemmel se situe au km 107, le deuxième et dernier au km 124 soit 34 kilomètres avant l'arrivée à Wevelgem. Le mont Kemmel est monté pour la première fois chez les femmes par le côté de l'ossuaire.
| Mont | Nom                     | Km    | Revêtement | Longueur (m) | Pente moyenne | Km de l'arrivée |
| ---- | ----------------------- | ----- | ---------- | ------------ | ------------- | --------------- |
| 1    | Scherpenberg            | 94,6  | Asphalte   | 1 000        | 2,3 %         | 64,4            |
| 2    | Baneberg (nl)           | 99,4  | Asphalte   | 1 300        | 6 %           | 59,6            |
| 3    | Monteberg (nl)          | 105,4 | Asphalte   | 1 000        | 5,4 %         | 53,6            |
| 4    | Mont Kemmel - Belvedère | 107,2 | Pavé       | 400          | 10,4 %        | 51,8            |
| 5    | Scherpenberg            | 114,7 | Asphalte   | 1 000        | 2,3 %         | 44,3            |
| 6    | Baneberg (nl)           | 119,4 | Asphalte   | 1 300        | 6 %           | 39,6            |
| 7    | Mont Kemmel - Ossuaire  | 124,7 | Pavé       | 700          | 10,9 %        | 34,3            |

## Favorites
La course se conclut souvent au sprint dans un groupe réduit. Dans ce contexte, Marianne Vos, vainqueur sortante peut renouveler sa performance. Elle aura cependant fort à faire. Elisa Balsamo qui vient de s'imposer à la Panne fait figure de favorite avec Lorena Wiebes qui a gagné à Drenthe. Dans le même domaine, Emma Noorsgaard fait figure d'outsider. Lotte Kopecky, spécialiste des classiques et bonne sprinteuse, est la meilleure chance pour SD Worx.

## Récit de la course
Les conditions météorologiques sont idéales, il y a peu de vent. La première échappée se forme dès le coup d'envoie avec Anne van Rooijen et Gulnaz Khatuntseva. Leur avance culmine à trois minute trente. Elles sont reprises à soixante-cinq kilomètres de l'arrivée. Entre le Baneberg et le Monteberg, Lotte Kopecky, Katarzyna Niewiadoma, Anna Henderson et Liane Lippert s'échappent. Après le mont Kemmel, elles sont rejointes par Marta Cavalli, Marlen Reusser et  Coryn Labecki. À quarante-huit kilomètres de la ligne, une chute entraîne Lourdes Oyarbide et Lorena Wiebes. Cette dernière remonte sur son vélo, mais doit abandonner plus loin. La poursuite est menée par la formation Trek-Segafredo. Un regroupement général a lieu à quarante-quatre kilomètres du but. Dans le deuxième passage du Baneberg, Chantal van den Broek-Blaak, Sofia Bertizzolo, Elisa Longo Borghini et Julie De Wilde tentent, mais sont immédiatement reprises. Dans l'ascension finale du Kemmel, Grace Brown accélère, emmenant Elisa Longo Borghini. Le peloton se reforme aussitôt. Dans la partie menant à Wevelgem, SD Worx multiplie les attaques, avec Blaak, Reusser et Elena Cecchini. Le peloton reste néanmoins très vigilant. Il se scinde en deux aux douze kilomètres. Ellen van Dijk, présente à l'avant, se laisse lâcher pour aider la poursuite. La jonction s'opère à sept kilomètre de la ligne. Brown attaque à trois kilomètres de la ligne, mais la Trek-Segafredo et Jumbo-Visma contrôlent. Au sprint, Elisa Balsamo s'impose devant Marianne Vos.

## Classements

### Classement final
| \| Classement général \| Classement général \| Classement général \| Classement général \| Classement général \| \| Coureuse \| Coureuse \| Pays \| Équipe \| Temps \| \| ------------------ \| ------------------------- \| ------------------ \| ---------------------------------- \| ------------------ \| \| 1re \| Elisa Balsamo \| Italie \| Trek-Segafredo \| 3 h 19 min 15 s \| \| 2e \| Marianne Vos \| Pays-Bas \| Team Jumbo-Visma \| + 0 s \| \| 3e \| Maria Giulia Confalonieri \| Italie \| Ceratizit-WNT Pro Cycling \| + 0 s \| \| 4e \| Lotte Kopecky \| Belgique \| SD Worx \| + 0 s \| \| 5e \| Emma Norsgaard \| Danemark \| Movistar Team \| + 0 s \| \| 6e \| Marta Bastianelli \| Italie \| UAE Team ADQ \| + 0 s \| \| 7e \| Susanne Andersen \| Norvège \| Uno-X Pro Cycling Team \| + 0 s \| \| 8e \| Tamara Dronova \| Russie \| Roland Cogeas-Edelweiss Squad \| + 0 s \| \| 9e \| Silvia Persico \| Italie \| Valcar-Travel & Service \| + 0 s \| \| 10e \| Clara Copponi \| France \| FDJ-Nouvelle Aquitaine-Futuroscope \| + 0 s \| |                           |          |                                    |                 |
| |                           |          |                                    |                 |
| Source : ProCyclingStats |                           |          |                                    |                 |
| Classement général |                           |          |                                    |                 |
| Coureuse | Coureuse                  | Pays     | Équipe                             | Temps           |
| 1re | Elisa Balsamo             | Italie   | Trek-Segafredo                     | 3 h 19 min 15 s |
| 2e | Marianne Vos              | Pays-Bas | Team Jumbo-Visma                   | + 0 s           |
| 3e | Maria Giulia Confalonieri | Italie   | Ceratizit-WNT Pro Cycling          | + 0 s           |
| 4e | Lotte Kopecky             | Belgique | SD Worx                            | + 0 s           |
| 5e | Emma Norsgaard            | Danemark | Movistar Team                      | + 0 s           |
| 6e | Marta Bastianelli         | Italie   | UAE Team ADQ                       | + 0 s           |
| 7e | Susanne Andersen          | Norvège  | Uno-X Pro Cycling Team             | + 0 s           |
| 8e | Tamara Dronova            | Russie   | Roland Cogeas-Edelweiss Squad      | + 0 s           |
| 9e | Silvia Persico            | Italie   | Valcar-Travel & Service            | + 0 s           |
| 10e | Clara Copponi             | France   | FDJ-Nouvelle Aquitaine-Futuroscope | + 0 s           |

### UCI World Tour

#### Points attribués
| Position           | 1er | 2e  | 3e  | 4e  | 5e  | 6e  | 7e  | 8e  | 9e | 10e | 11e | 12e | 13e | 14e | 15e | 16e à 20e | 21e à 30e | 31e à 40e |
| Classement général | 400 | 320 | 260 | 220 | 180 | 140 | 120 | 100 | 80 | 68  | 56  | 48  | 40  | 32  | 28  | 24        | 16        | 8         |

| Classement par points | Classement par points | Classement par points | Classement par points              | Classement par points |
| Coureuse              | Coureuse              | Pays                  | Équipe                             | Points                |
| --------------------- | --------------------- | --------------------- | ---------------------------------- | --------------------- |
| 1re                   | Elisa Balsamo         | Italie                | Trek-Segafredo                     | 1520 pts              |
| 2e                    | Lotte Kopecky         | Belgique              | SD Worx                            | 960 pts               |
| 3e                    | Lorena Wiebes         | Pays-Bas              | Team DSM                           | 720 pts               |
| 4e                    | Marta Bastianelli     | Italie                | UAE Team ADQ                       | 596 pts               |
| 5e                    | Marianne Vos          | Pays-Bas              | Team Jumbo-Visma                   | 440 pts               |
| 6e                    | Clara Copponi         | France                | FDJ-Nouvelle Aquitaine-Futuroscope | 356 pts               |
| 7e                    | Sofia Bertizzolo      | Italie                | UAE Team ADQ                       | 352 pts               |
| 8e                    | Ashleigh Moolman      | Afrique du Sud        | SD Worx                            | 328 pts               |
| 9e                    | Annemiek van Vleuten  | Pays-Bas              | Movistar Team                      | 320 pts               |
| 9e                    | Emma Norsgaard        | Danemark              | Movistar Team                      | 320 pts               |

| Classement par points | Classement par points | Classement par points | Classement par points              | Classement par points |
| Coureuse              | Coureuse              | Pays                  | Équipe                             | Points                |
| --------------------- | --------------------- | --------------------- | ---------------------------------- | --------------------- |
| 1re                   | Elisa Balsamo         | Italie                | Trek-Segafredo                     | 1520 pts              |
| 2e                    | Lotte Kopecky         | Belgique              | SD Worx                            | 960 pts               |
| 3e                    | Lorena Wiebes         | Pays-Bas              | Team DSM                           | 720 pts               |
| 4e                    | Marta Bastianelli     | Italie                | UAE Team ADQ                       | 596 pts               |
| 5e                    | Marianne Vos          | Pays-Bas              | Team Jumbo-Visma                   | 440 pts               |
| 6e                    | Clara Copponi         | France                | FDJ-Nouvelle Aquitaine-Futuroscope | 356 pts               |
| 7e                    | Sofia Bertizzolo      | Italie                | UAE Team ADQ                       | 352 pts               |
| 8e                    | Ashleigh Moolman      | Afrique du Sud        | SD Worx                            | 328 pts               |
| 9e                    | Annemiek van Vleuten  | Pays-Bas              | Movistar Team                      | 320 pts               |
| 9e                    | Emma Norsgaard        | Danemark              | Movistar Team                      | 320 pts               |

| Classement du meilleur jeune | Classement du meilleur jeune | Classement du meilleur jeune | Classement du meilleur jeune       | Classement du meilleur jeune |
| Coureuse                     | Coureuse                     | Pays                         | Équipe                             | Points                       |
| ---------------------------- | ---------------------------- | ---------------------------- | ---------------------------------- | ---------------------------- |
| 1re                          | Pfeiffer Georgi              | Royaume-Uni                  | Team DSM                           | 12 pts                       |
| 2e                           | Shirin van Anrooij           | Pays-Bas                     | Trek-Segafredo                     | 12 pts                       |
| 3e                           | Julia Borgström              | Suède                        | AG Insurance NXTG                  | 8 pts                        |
| 4e                           | Lonneke Uneken               | Pays-Bas                     | SD Worx                            | 6 pts                        |
| 5e                           | Niamh Fisher-Black           | Nouvelle-Zélande             | SD Worx                            | 6 pts                        |
| 6e                           | Femke Gerritse               | Pays-Bas                     | Pays-Bas                           | 6 pts                        |
| 7e                           | Julie De Wilde               | Belgique                     | Plantur-Pura                       | 4 pts                        |
| 8e                           | Silke Smulders               | Pays-Bas                     | Liv Racing Xstra                   | 2 pts                        |
| 9e                           | Shari Bossuyt                | Belgique                     | Canyon-SRAM Racing                 | 2 pts                        |
| 10e                          | Marie Le Net                 | France                       | FDJ-Nouvelle Aquitaine-Futuroscope | 2 pts                        |

| Classement du meilleur jeune | Classement du meilleur jeune | Classement du meilleur jeune | Classement du meilleur jeune       | Classement du meilleur jeune |
| Coureuse                     | Coureuse                     | Pays                         | Équipe                             | Points                       |
| ---------------------------- | ---------------------------- | ---------------------------- | ---------------------------------- | ---------------------------- |
| 1re                          | Pfeiffer Georgi              | Royaume-Uni                  | Team DSM                           | 12 pts                       |
| 2e                           | Shirin van Anrooij           | Pays-Bas                     | Trek-Segafredo                     | 12 pts                       |
| 3e                           | Julia Borgström              | Suède                        | AG Insurance NXTG                  | 8 pts                        |
| 4e                           | Lonneke Uneken               | Pays-Bas                     | SD Worx                            | 6 pts                        |
| 5e                           | Niamh Fisher-Black           | Nouvelle-Zélande             | SD Worx                            | 6 pts                        |
| 6e                           | Femke Gerritse               | Pays-Bas                     | Pays-Bas                           | 6 pts                        |
| 7e                           | Julie De Wilde               | Belgique                     | Plantur-Pura                       | 4 pts                        |
| 8e                           | Silke Smulders               | Pays-Bas                     | Liv Racing Xstra                   | 2 pts                        |
| 9e                           | Shari Bossuyt                | Belgique                     | Canyon-SRAM Racing                 | 2 pts                        |
| 10e                          | Marie Le Net                 | France                       | FDJ-Nouvelle Aquitaine-Futuroscope | 2 pts                        |

| Classement par équipes aux points | Classement par équipes aux points  | Classement par équipes aux points | Classement par équipes aux points |
| Équipe                            | Équipe                             | Pays                              | Points                            |
| --------------------------------- | ---------------------------------- | --------------------------------- | --------------------------------- |
| 1re                               | SD Worx                            | Pays-Bas                          | 2156 pts                          |
| 2e                                | Trek-Segafredo                     | États-Unis                        | 1932 pts                          |
| 3e                                | Canyon-SRAM Racing                 | Allemagne                         | 1224 pts                          |
| 4e                                | UAE Team ADQ                       | Émirats arabes unis               | 1092 pts                          |
| 5e                                | Team DSM                           | Pays-Bas                          | 1016 pts                          |
| 6e                                | Team Jumbo-Visma                   | Pays-Bas                          | 804 pts                           |
| 7e                                | FDJ Nouvelle Aquitaine Futuroscope | France                            | 784 pts                           |
| 8e                                | Movistar Team                      | Espagne                           | 740 pts                           |
| 9e                                | Valcar-Travel & Service            | Italie                            | 632 pts                           |
| 10e                               | Ceratizit-WNT Pro Cycling          | Allemagne                         | 340 pts                           |

| Classement par équipes aux points | Classement par équipes aux points  | Classement par équipes aux points | Classement par équipes aux points |
| Équipe                            | Équipe                             | Pays                              | Points                            |
| --------------------------------- | ---------------------------------- | --------------------------------- | --------------------------------- |
| 1re                               | SD Worx                            | Pays-Bas                          | 2156 pts                          |
| 2e                                | Trek-Segafredo                     | États-Unis                        | 1932 pts                          |
| 3e                                | Canyon-SRAM Racing                 | Allemagne                         | 1224 pts                          |
| 4e                                | UAE Team ADQ                       | Émirats arabes unis               | 1092 pts                          |
| 5e                                | Team DSM                           | Pays-Bas                          | 1016 pts                          |
| 6e                                | Team Jumbo-Visma                   | Pays-Bas                          | 804 pts                           |
| 7e                                | FDJ Nouvelle Aquitaine Futuroscope | France                            | 784 pts                           |
| 8e                                | Movistar Team                      | Espagne                           | 740 pts                           |
| 9e                                | Valcar-Travel & Service            | Italie                            | 632 pts                           |
| 10e                               | Ceratizit-WNT Pro Cycling          | Allemagne                         | 340 pts                           |

## Liste des participantes
| Légende | Légende                                                                    | Légende | Légende                                                    |
| ------- | -------------------------------------------------------------------------- | ------- | ---------------------------------------------------------- |
| Num     | Dossard de départ porté par le coureur sur ce Gand-Wevelgem                | Pos     | Position à l'arrivée de la course                          |
|         | Indique un maillot de champion national ou mondial, suivi de sa spécialité | NP      | Indique un coureur qui n'a pas pris le départ de la course |
| AB      | Indique un coureur qui n'a pas terminé la course                           | HD      | Indique un coureur qui a terminé la course hors des délais |

| Team Jumbo-Visma TJV | Team Jumbo-Visma TJV  | Team Jumbo-Visma TJV |
| -------------------- | --------------------- | -------------------- |
| Num                  | Coureuse              | Pos                  |
| 1                    | Marianne Vos (NED)    | 2e                   |
| 2                    | Anna Henderson (GBR)  | 47e                  |
| 3                    | Romy Kasper (GER)     | 75e                  |
| 4                    | Riejanne Markus (NED) | 45e                  |
| 5                    | Coryn Labecki (USA)   | 39e                  |
| 6                    | Jip van den Bos (NED) | AB                   |

| SD Worx SDW | SD Worx SDW                       | SD Worx SDW |
| ----------- | --------------------------------- | ----------- |
| Num         | Coureuse                          | Pos         |
| 11          | Lotte Kopecky (BEL) (route)       | 4e          |
| 12          | Elena Cecchini (ITA)              | 46e         |
| 13          | Marlen Reusser (SUI) (route)      | 33e         |
| 14          | Christine Majerus (LUX) (route)   | 35e         |
| 15          | Lonneke Uneken (NED)              | 34e         |
| 16          | Chantal van den Broek-Blaak (NED) | 44e         |

| Trek-Segafredo TFS | Trek-Segafredo TFS                 | Trek-Segafredo TFS |
| ------------------ | ---------------------------------- | ------------------ |
| Num                | Coureuse                           | Pos                |
| 21                 | Elisa Balsamo (ITA) (route)        | 1re                |
| 22                 | Shirin van Anrooij (NED)           | 48e                |
| 23                 | Lauretta Hanson (AUS)              | AB                 |
| 24                 | Chloe Hosking (AUS)                | AB                 |
| 25                 | Elisa Longo Borghini (ITA) (route) | 43e                |
| 26                 | Ellen van Dijk (NED) (route)       | 42e                |

| Canyon-SRAM Racing CSR | Canyon-SRAM Racing CSR     | Canyon-SRAM Racing CSR |
| ---------------------- | -------------------------- | ---------------------- |
| Num                    | Coureuse                   | Pos                    |
| 31                     | Shari Bossuyt (BEL)        | 24e                    |
| 32                     | Alice Barnes (GBR)         | 66e                    |
| 33                     | Tiffany Cromwell (AUS)     | 32e                    |
| 34                     | Mikayla Harvey (NZL)       | AB                     |
| 35                     | Katarzyna Niewiadoma (POL) | 31e                    |
| 36                     | Soraya Paladin (ITA)       | 25e                    |

| EF Education-TIBCO-SVB TIB | EF Education-TIBCO-SVB TIB | EF Education-TIBCO-SVB TIB |
| -------------------------- | -------------------------- | -------------------------- |
| Num                        | Coureuse                   | Pos                        |
| 41                         | Elizabeth Banks (GBR)      | AB                         |
| 42                         | Letizia Borghesi (ITA)     | 65e                        |
| 43                         | Tanja Erath (GER)          | 67e                        |
| 44                         | Kathrin Hammes (GER)       | AB                         |
| 45                         | Clara Honsinger (USA)      | AB                         |
| 46                         | Sara Poidevin (CAN)        | 27e                        |

| FDJ-Nouvelle Aquitaine-Futuroscope FSF | FDJ-Nouvelle Aquitaine-Futuroscope FSF | FDJ-Nouvelle Aquitaine-Futuroscope FSF |
| -------------------------------------- | -------------------------------------- | -------------------------------------- |
| Num                                    | Coureuse                               | Pos                                    |
| 51                                     | Grace Brown (AUS)                      | 37e                                    |
| 52                                     | Stine Borgli (NOR)                     | 70e                                    |
| 53                                     | Marta Cavalli (ITA)                    | 41e                                    |
| 54                                     | Clara Copponi (FRA)                    | 10e                                    |
| 55                                     | Eugénie Duval (FRA)                    | 20e                                    |
| 56                                     | Emilia Fahlin (SWE)                    | AB                                     |

| Human Powered Health HPW | Human Powered Health HPW | Human Powered Health HPW |
| ------------------------ | ------------------------ | ------------------------ |
| Num                      | Coureuse                 | Pos                      |
| 61                       | Nina Buysman (NED)       | AB                       |
| 62                       | Kaia Schmid (USA)        | 53e                      |
| 63                       | Evy Kuijpers (NED)       | AB                       |
| 64                       | Eri Yonamine (JPN)       | AB                       |
| 65                       | Marit Raaijmakers (NED)  | AB                       |
| 66                       | Lily Williams (USA)      | AB                       |

| Liv Racing Xstra LIV | Liv Racing Xstra LIV         | Liv Racing Xstra LIV |
| -------------------- | ---------------------------- | -------------------- |
| Num                  | Coureuse                     | Pos                  |
| 71                   | Valerie Demey (BEL)          | 13e                  |
| 72                   | Katia Ragusa (ITA)           | AB                   |
| 73                   | Alison Jackson (CAN) (route) | 79e                  |
| 74                   | Silke Smulders (NED)         | 22e                  |
| 75                   | Rachele Barbieri (ITA)       | AB                   |
| 76                   | Amber van der Hulst (NED)    | AB                   |

| Movistar Team MOV | Movistar Team MOV       | Movistar Team MOV |
| ----------------- | ----------------------- | ----------------- |
| Num               | Coureuse                | Pos               |
| 81                | Emma Norsgaard (DEN)    | 5e                |
| 82                | Aude Biannic (FRA)      | 80e               |
| 83                | Alicia González (ESP)   | AB                |
| 84                | Barbara Guarischi (ITA) | AB                |
| 85                | Lourdes Oyarbide (ESP)  | AB                |
| 86                | Arlenis Sierra (CUB)    | 16e               |

| Roland Cogeas-Edelweiss Squad CGS | Roland Cogeas-Edelweiss Squad CGS | Roland Cogeas-Edelweiss Squad CGS |
| --------------------------------- | --------------------------------- | --------------------------------- |
| Num                               | Coureuse                          | Pos                               |
| 91                                | Hannah Buch (GER)                 | AB                                |
| 92                                | Tamara Dronova (RUS)              | 8e                                |
| 93                                | Gulnaz Khatuntseva (RUS)          | AB                                |
| 94                                | Diana Klimova (RUS)               | AB                                |
| 96                                | Léa Stern (SUI)                   | AB                                |

| Team BikeExchange-Jayco BEX | Team BikeExchange-Jayco BEX | Team BikeExchange-Jayco BEX |
| --------------------------- | --------------------------- | --------------------------- |
| Num                         | Coureuse                    | Pos                         |
| 101                         | Georgia Baker (AUS)         | AB                          |
| 102                         | Teniel Campbell (TTO)       | AB                          |
| 103                         | Jessica Allen (AUS)         | AB                          |
| 104                         | Arianna Fidanza (ITA)       | 12e                         |
| 105                         | Alexandra Manly (AUS)       | 77e                         |
| 106                         | Ruby Roseman-Gannon (AUS)   | AB                          |

| Team DSM DSM | Team DSM DSM                  | Team DSM DSM |
| ------------ | ----------------------------- | ------------ |
| Num          | Coureuse                      | Pos          |
| 111          | Lorena Wiebes (NED)           | AB           |
| 112          | Megan Jastrab (USA)           | AB           |
| 113          | Pfeiffer Georgi (GBR) (route) | 15e          |
| 114          | Charlotte Kool (NED)          | 61e          |
| 115          | Liane Lippert (GER)           | 38e          |
| 116          | Floortje Mackaij (NED)        | 18e          |

| UAE Team ADQ UAD | UAE Team ADQ UAD            | UAE Team ADQ UAD |
| ---------------- | --------------------------- | ---------------- |
| Num              | Coureuse                    | Pos              |
| 121              | Marta Bastianelli (ITA)     | 6e               |
| 122              | Sofia Bertizzolo (ITA)      | 21e              |
| 123              | Maaike Boogaard (NED)       | 14e              |
| 124              | Eugenia Bujak (SLO) (route) | 51e              |
| 125              | Linda Zanetti (SUI)         | AB               |
| 126              | Anna Trevisi (ITA)          | AB               |

| Uno-X Pro Cycling Team UXT | Uno-X Pro Cycling Team UXT  | Uno-X Pro Cycling Team UXT |
| -------------------------- | --------------------------- | -------------------------- |
| Num                        | Coureuse                    | Pos                        |
| 131                        | Susanne Andersen (NOR)      | 7e                         |
| 132                        | Wilma Olausson (SWE)        | AB                         |
| 133                        | Julie Norman Leth (DEN)     | 64e                        |
| 134                        | Rebecca Koerner (DEN)       | AB                         |
| 135                        | Hannah Ludwig (GER)         | AB                         |
| 136                        | Mie Bjørndal Ottestad (NOR) | 69e                        |

| Ceratizit-WNT Pro Cycling WNT | Ceratizit-WNT Pro Cycling WNT   | Ceratizit-WNT Pro Cycling WNT |
| ----------------------------- | ------------------------------- | ----------------------------- |
| Num                           | Coureuse                        | Pos                           |
| 141                           | Franziska Brauße (GER)          | AB                            |
| 142                           | Maria Giulia Confalonieri (ITA) | 3e                            |
| 143                           | Lara Vieceli (ITA)              | 63e                           |
| 144                           | Marta Lach (POL)                | 29e                           |
| 145                           | Lisa Brennauer (GER) (route)    | 71e                           |
| 146                           | Lea Lin Teutenberg (GER)        | 76e                           |

| Parkhotel Valkenburg PHV | Parkhotel Valkenburg PHV | Parkhotel Valkenburg PHV |
| ------------------------ | ------------------------ | ------------------------ |
| Num                      | Coureuse                 | Pos                      |
| 151                      | Mischa Bredewold (NED)   | 40e                      |
| 152                      | Femke Gerritse (NED)     | 57e                      |
| 153                      | Femke Markus (NED)       | 19e                      |
| 154                      | Belle De Gast (NED)      | AB                       |
| 155                      | Pien Limpens (NED)       | AB                       |
| 156                      | Anne Van Rooijen (NED)   | AB                       |

| Valcar-Travel & Service VAL | Valcar-Travel & Service VAL | Valcar-Travel & Service VAL |
| --------------------------- | --------------------------- | --------------------------- |
| Num                         | Coureuse                    | Pos                         |
| 161                         | Alice Maria Arzuffi (ITA)   | 74e                         |
| 162                         | Olivia Baril (CAN)          | 28e                         |
| 163                         | Chiara Consonni (ITA)       | 72e                         |
| 164                         | Eleonora Gasparrini (ITA)   | 23e                         |
| 165                         | Ilaria Sanguineti (ITA)     | 78e                         |
| 166                         | Silvia Persico (ITA)        | 9e                          |

| Bingoal-Chevalmeire-Van Eyck Sport BCV | Bingoal-Chevalmeire-Van Eyck Sport BCV | Bingoal-Chevalmeire-Van Eyck Sport BCV |
| -------------------------------------- | -------------------------------------- | -------------------------------------- |
| Num                                    | Coureuse                               | Pos                                    |
| 171                                    | Minke Bakker (NED)                     | AB                                     |
| 172                                    | Danique Braam (NED)                    | AB                                     |
| 173                                    | Naomi de Roeck (BEL)                   | AB                                     |
| 174                                    | Caren Commissaris (NED)                | AB                                     |
| 175                                    | Claudia Jongerius (NED)                | AB                                     |
| 176                                    | Olha Kulynych (UKR)                    | AB                                     |

| Cofidis COF | Cofidis COF              | Cofidis COF |
| ----------- | ------------------------ | ----------- |
| Num         | Coureuse                 | Pos         |
| 181         | Martina Alzini (ITA)     | AB          |
| 182         | Victoire Berteau (FRA)   | 56e         |
| 183         | Alana Castrique (BEL)    | AB          |
| 184         | Valentine Fortin (FRA)   | AB          |
| 185         | Rachel Neylan (AUS)      | 30e         |
| 186         | Pernille Mathiesen (DEN) | AB          |

| Lotto Soudal Ladies LSL | Lotto Soudal Ladies LSL | Lotto Soudal Ladies LSL |
| ----------------------- | ----------------------- | ----------------------- |
| Num                     | Coureuse                | Pos                     |
| 191                     | Kristýna Burlová (CZE)  | AB                      |
| 192                     | Mieke Docx (BEL)        | 55e                     |
| 193                     | Katrijn De Clercq (BEL) | AB                      |
| 194                     | Eefje Brandt (BEL)      | AB                      |
| 195                     | Sterre Vervloet (BEL)   | AB                      |
| 196                     | Kylie Waterreus (NED)   | 52e                     |

| Le Col-Wahoo DRP | Le Col-Wahoo DRP              | Le Col-Wahoo DRP |
| ---------------- | ----------------------------- | ---------------- |
| Num              | Coureuse                      | Pos              |
| 201              | Elizabeth Holden (GBR)        | 68e              |
| 202              | Eluned King (GBR)             | AB               |
| 203              | Marjolein van 't Geloof (NED) | 62e              |
| 204              | Maike van der Duin (NED)      | 50e              |
| 205              | Maria Martins (POR) (route)   | AB               |
| 206              | Gladys Verhulst (FRA)         | AB               |

| Multum Accountants MUL | Multum Accountants MUL    | Multum Accountants MUL |
| ---------------------- | ------------------------- | ---------------------- |
| Num                    | Coureuse                  | Pos                    |
| 211                    | Fien Delbaere (BEL)       | 54e                    |
| 212                    | Elisa Serné (NED)         | AB                     |
| 213                    | Céline van Houtum (NED)   | AB                     |
| 214                    | Mareille Meijering (NED)  | 60e                    |
| 215                    | Willemijn Prins (NED)     | AB                     |
| 216                    | Bente van Teeseling (NED) | AB                     |

| AG Insurance NXTG AGI | AG Insurance NXTG AGI | AG Insurance NXTG AGI |
| --------------------- | --------------------- | --------------------- |
| Num                   | Coureuse              | Pos                   |
| 221                   | Lone Meertens (BEL)   | 59e                   |
| 222                   | Julia Borgström (SWE) | 17e                   |
| 223                   | Mylène de Zoete (NED) | AB                    |
| 224                   | Gaia Masetti (ITA)    | AB                    |
| 225                   | Ilse Pluimers (NED)   | 58e                   |
| 226                   | Maud Rijnbeek (NED)   | AB                    |

| Plantur-Pura ___ | Plantur-Pura ___         | Plantur-Pura ___ |
| ---------------- | ------------------------ | ---------------- |
| Num              | Coureuse                 | Pos              |
| 231              | Sanne Cant (BEL)         | 11e              |
| 232              | Yara Kastelijn (NED)     | 26e              |
| 233              | Julie De Wilde (BEL)     | 49e              |
| 234              | Justine Ghekiere (BEL)   | AB               |
| 235              | Laura Süßemilch (GER)    | 73e              |
| 236              | Julie Van de Velde (BEL) | 36e              |

| Team Jumbo-Visma TJV | Team Jumbo-Visma TJV  | Team Jumbo-Visma TJV |
| -------------------- | --------------------- | -------------------- |
| Num                  | Coureuse              | Pos                  |
| 1                    | Marianne Vos (NED)    | 2e                   |
| 2                    | Anna Henderson (GBR)  | 47e                  |
| 3                    | Romy Kasper (GER)     | 75e                  |
| 4                    | Riejanne Markus (NED) | 45e                  |
| 5                    | Coryn Labecki (USA)   | 39e                  |
| 6                    | Jip van den Bos (NED) | AB                   |

| SD Worx SDW | SD Worx SDW                       | SD Worx SDW |
| ----------- | --------------------------------- | ----------- |
| Num         | Coureuse                          | Pos         |
| 11          | Lotte Kopecky (BEL) (route)       | 4e          |
| 12          | Elena Cecchini (ITA)              | 46e         |
| 13          | Marlen Reusser (SUI) (route)      | 33e         |
| 14          | Christine Majerus (LUX) (route)   | 35e         |
| 15          | Lonneke Uneken (NED)              | 34e         |
| 16          | Chantal van den Broek-Blaak (NED) | 44e         |

| Trek-Segafredo TFS | Trek-Segafredo TFS                 | Trek-Segafredo TFS |
| ------------------ | ---------------------------------- | ------------------ |
| Num                | Coureuse                           | Pos                |
| 21                 | Elisa Balsamo (ITA) (route)        | 1re                |
| 22                 | Shirin van Anrooij (NED)           | 48e                |
| 23                 | Lauretta Hanson (AUS)              | AB                 |
| 24                 | Chloe Hosking (AUS)                | AB                 |
| 25                 | Elisa Longo Borghini (ITA) (route) | 43e                |
| 26                 | Ellen van Dijk (NED) (route)       | 42e                |

| Canyon-SRAM Racing CSR | Canyon-SRAM Racing CSR     | Canyon-SRAM Racing CSR |
| ---------------------- | -------------------------- | ---------------------- |
| Num                    | Coureuse                   | Pos                    |
| 31                     | Shari Bossuyt (BEL)        | 24e                    |
| 32                     | Alice Barnes (GBR)         | 66e                    |
| 33                     | Tiffany Cromwell (AUS)     | 32e                    |
| 34                     | Mikayla Harvey (NZL)       | AB                     |
| 35                     | Katarzyna Niewiadoma (POL) | 31e                    |
| 36                     | Soraya Paladin (ITA)       | 25e                    |

| EF Education-TIBCO-SVB TIB | EF Education-TIBCO-SVB TIB | EF Education-TIBCO-SVB TIB |
| -------------------------- | -------------------------- | -------------------------- |
| Num                        | Coureuse                   | Pos                        |
| 41                         | Elizabeth Banks (GBR)      | AB                         |
| 42                         | Letizia Borghesi (ITA)     | 65e                        |
| 43                         | Tanja Erath (GER)          | 67e                        |
| 44                         | Kathrin Hammes (GER)       | AB                         |
| 45                         | Clara Honsinger (USA)      | AB                         |
| 46                         | Sara Poidevin (CAN)        | 27e                        |

| FDJ-Nouvelle Aquitaine-Futuroscope FSF | FDJ-Nouvelle Aquitaine-Futuroscope FSF | FDJ-Nouvelle Aquitaine-Futuroscope FSF |
| -------------------------------------- | -------------------------------------- | -------------------------------------- |
| Num                                    | Coureuse                               | Pos                                    |
| 51                                     | Grace Brown (AUS)                      | 37e                                    |
| 52                                     | Stine Borgli (NOR)                     | 70e                                    |
| 53                                     | Marta Cavalli (ITA)                    | 41e                                    |
| 54                                     | Clara Copponi (FRA)                    | 10e                                    |
| 55                                     | Eugénie Duval (FRA)                    | 20e                                    |
| 56                                     | Emilia Fahlin (SWE)                    | AB                                     |

| Human Powered Health HPW | Human Powered Health HPW | Human Powered Health HPW |
| ------------------------ | ------------------------ | ------------------------ |
| Num                      | Coureuse                 | Pos                      |
| 61                       | Nina Buysman (NED)       | AB                       |
| 62                       | Kaia Schmid (USA)        | 53e                      |
| 63                       | Evy Kuijpers (NED)       | AB                       |
| 64                       | Eri Yonamine (JPN)       | AB                       |
| 65                       | Marit Raaijmakers (NED)  | AB                       |
| 66                       | Lily Williams (USA)      | AB                       |

| Liv Racing Xstra LIV | Liv Racing Xstra LIV         | Liv Racing Xstra LIV |
| -------------------- | ---------------------------- | -------------------- |
| Num                  | Coureuse                     | Pos                  |
| 71                   | Valerie Demey (BEL)          | 13e                  |
| 72                   | Katia Ragusa (ITA)           | AB                   |
| 73                   | Alison Jackson (CAN) (route) | 79e                  |
| 74                   | Silke Smulders (NED)         | 22e                  |
| 75                   | Rachele Barbieri (ITA)       | AB                   |
| 76                   | Amber van der Hulst (NED)    | AB                   |

| Movistar Team MOV | Movistar Team MOV       | Movistar Team MOV |
| ----------------- | ----------------------- | ----------------- |
| Num               | Coureuse                | Pos               |
| 81                | Emma Norsgaard (DEN)    | 5e                |
| 82                | Aude Biannic (FRA)      | 80e               |
| 83                | Alicia González (ESP)   | AB                |
| 84                | Barbara Guarischi (ITA) | AB                |
| 85                | Lourdes Oyarbide (ESP)  | AB                |
| 86                | Arlenis Sierra (CUB)    | 16e               |

| Roland Cogeas-Edelweiss Squad CGS | Roland Cogeas-Edelweiss Squad CGS | Roland Cogeas-Edelweiss Squad CGS |
| --------------------------------- | --------------------------------- | --------------------------------- |
| Num                               | Coureuse                          | Pos                               |
| 91                                | Hannah Buch (GER)                 | AB                                |
| 92                                | Tamara Dronova (RUS)              | 8e                                |
| 93                                | Gulnaz Khatuntseva (RUS)          | AB                                |
| 94                                | Diana Klimova (RUS)               | AB                                |
| 96                                | Léa Stern (SUI)                   | AB                                |

| Team BikeExchange-Jayco BEX | Team BikeExchange-Jayco BEX | Team BikeExchange-Jayco BEX |
| --------------------------- | --------------------------- | --------------------------- |
| Num                         | Coureuse                    | Pos                         |
| 101                         | Georgia Baker (AUS)         | AB                          |
| 102                         | Teniel Campbell (TTO)       | AB                          |
| 103                         | Jessica Allen (AUS)         | AB                          |
| 104                         | Arianna Fidanza (ITA)       | 12e                         |
| 105                         | Alexandra Manly (AUS)       | 77e                         |
| 106                         | Ruby Roseman-Gannon (AUS)   | AB                          |

| Team DSM DSM | Team DSM DSM                  | Team DSM DSM |
| ------------ | ----------------------------- | ------------ |
| Num          | Coureuse                      | Pos          |
| 111          | Lorena Wiebes (NED)           | AB           |
| 112          | Megan Jastrab (USA)           | AB           |
| 113          | Pfeiffer Georgi (GBR) (route) | 15e          |
| 114          | Charlotte Kool (NED)          | 61e          |
| 115          | Liane Lippert (GER)           | 38e          |
| 116          | Floortje Mackaij (NED)        | 18e          |

| UAE Team ADQ UAD | UAE Team ADQ UAD            | UAE Team ADQ UAD |
| ---------------- | --------------------------- | ---------------- |
| Num              | Coureuse                    | Pos              |
| 121              | Marta Bastianelli (ITA)     | 6e               |
| 122              | Sofia Bertizzolo (ITA)      | 21e              |
| 123              | Maaike Boogaard (NED)       | 14e              |
| 124              | Eugenia Bujak (SLO) (route) | 51e              |
| 125              | Linda Zanetti (SUI)         | AB               |
| 126              | Anna Trevisi (ITA)          | AB               |

| Uno-X Pro Cycling Team UXT | Uno-X Pro Cycling Team UXT  | Uno-X Pro Cycling Team UXT |
| -------------------------- | --------------------------- | -------------------------- |
| Num                        | Coureuse                    | Pos                        |
| 131                        | Susanne Andersen (NOR)      | 7e                         |
| 132                        | Wilma Olausson (SWE)        | AB                         |
| 133                        | Julie Norman Leth (DEN)     | 64e                        |
| 134                        | Rebecca Koerner (DEN)       | AB                         |
| 135                        | Hannah Ludwig (GER)         | AB                         |
| 136                        | Mie Bjørndal Ottestad (NOR) | 69e                        |

| Ceratizit-WNT Pro Cycling WNT | Ceratizit-WNT Pro Cycling WNT   | Ceratizit-WNT Pro Cycling WNT |
| ----------------------------- | ------------------------------- | ----------------------------- |
| Num                           | Coureuse                        | Pos                           |
| 141                           | Franziska Brauße (GER)          | AB                            |
| 142                           | Maria Giulia Confalonieri (ITA) | 3e                            |
| 143                           | Lara Vieceli (ITA)              | 63e                           |
| 144                           | Marta Lach (POL)                | 29e                           |
| 145                           | Lisa Brennauer (GER) (route)    | 71e                           |
| 146                           | Lea Lin Teutenberg (GER)        | 76e                           |

| Parkhotel Valkenburg PHV | Parkhotel Valkenburg PHV | Parkhotel Valkenburg PHV |
| ------------------------ | ------------------------ | ------------------------ |
| Num                      | Coureuse                 | Pos                      |
| 151                      | Mischa Bredewold (NED)   | 40e                      |
| 152                      | Femke Gerritse (NED)     | 57e                      |
| 153                      | Femke Markus (NED)       | 19e                      |
| 154                      | Belle De Gast (NED)      | AB                       |
| 155                      | Pien Limpens (NED)       | AB                       |
| 156                      | Anne Van Rooijen (NED)   | AB                       |

| Valcar-Travel & Service VAL | Valcar-Travel & Service VAL | Valcar-Travel & Service VAL |
| --------------------------- | --------------------------- | --------------------------- |
| Num                         | Coureuse                    | Pos                         |
| 161                         | Alice Maria Arzuffi (ITA)   | 74e                         |
| 162                         | Olivia Baril (CAN)          | 28e                         |
| 163                         | Chiara Consonni (ITA)       | 72e                         |
| 164                         | Eleonora Gasparrini (ITA)   | 23e                         |
| 165                         | Ilaria Sanguineti (ITA)     | 78e                         |
| 166                         | Silvia Persico (ITA)        | 9e                          |

| Bingoal-Chevalmeire-Van Eyck Sport BCV | Bingoal-Chevalmeire-Van Eyck Sport BCV | Bingoal-Chevalmeire-Van Eyck Sport BCV |
| -------------------------------------- | -------------------------------------- | -------------------------------------- |
| Num                                    | Coureuse                               | Pos                                    |
| 171                                    | Minke Bakker (NED)                     | AB                                     |
| 172                                    | Danique Braam (NED)                    | AB                                     |
| 173                                    | Naomi de Roeck (BEL)                   | AB                                     |
| 174                                    | Caren Commissaris (NED)                | AB                                     |
| 175                                    | Claudia Jongerius (NED)                | AB                                     |
| 176                                    | Olha Kulynych (UKR)                    | AB                                     |

| Cofidis COF | Cofidis COF              | Cofidis COF |
| ----------- | ------------------------ | ----------- |
| Num         | Coureuse                 | Pos         |
| 181         | Martina Alzini (ITA)     | AB          |
| 182         | Victoire Berteau (FRA)   | 56e         |
| 183         | Alana Castrique (BEL)    | AB          |
| 184         | Valentine Fortin (FRA)   | AB          |
| 185         | Rachel Neylan (AUS)      | 30e         |
| 186         | Pernille Mathiesen (DEN) | AB          |

| Lotto Soudal Ladies LSL | Lotto Soudal Ladies LSL | Lotto Soudal Ladies LSL |
| ----------------------- | ----------------------- | ----------------------- |
| Num                     | Coureuse                | Pos                     |
| 191                     | Kristýna Burlová (CZE)  | AB                      |
| 192                     | Mieke Docx (BEL)        | 55e                     |
| 193                     | Katrijn De Clercq (BEL) | AB                      |
| 194                     | Eefje Brandt (BEL)      | AB                      |
| 195                     | Sterre Vervloet (BEL)   | AB                      |
| 196                     | Kylie Waterreus (NED)   | 52e                     |

| Le Col-Wahoo DRP | Le Col-Wahoo DRP              | Le Col-Wahoo DRP |
| ---------------- | ----------------------------- | ---------------- |
| Num              | Coureuse                      | Pos              |
| 201              | Elizabeth Holden (GBR)        | 68e              |
| 202              | Eluned King (GBR)             | AB               |
| 203              | Marjolein van 't Geloof (NED) | 62e              |
| 204              | Maike van der Duin (NED)      | 50e              |
| 205              | Maria Martins (POR) (route)   | AB               |
| 206              | Gladys Verhulst (FRA)         | AB               |

| Multum Accountants MUL | Multum Accountants MUL    | Multum Accountants MUL |
| ---------------------- | ------------------------- | ---------------------- |
| Num                    | Coureuse                  | Pos                    |
| 211                    | Fien Delbaere (BEL)       | 54e                    |
| 212                    | Elisa Serné (NED)         | AB                     |
| 213                    | Céline van Houtum (NED)   | AB                     |
| 214                    | Mareille Meijering (NED)  | 60e                    |
| 215                    | Willemijn Prins (NED)     | AB                     |
| 216                    | Bente van Teeseling (NED) | AB                     |

| AG Insurance NXTG AGI | AG Insurance NXTG AGI | AG Insurance NXTG AGI |
| --------------------- | --------------------- | --------------------- |
| Num                   | Coureuse              | Pos                   |
| 221                   | Lone Meertens (BEL)   | 59e                   |
| 222                   | Julia Borgström (SWE) | 17e                   |
| 223                   | Mylène de Zoete (NED) | AB                    |
| 224                   | Gaia Masetti (ITA)    | AB                    |
| 225                   | Ilse Pluimers (NED)   | 58e                   |
| 226                   | Maud Rijnbeek (NED)   | AB                    |

| Plantur-Pura ___ | Plantur-Pura ___         | Plantur-Pura ___ |
| ---------------- | ------------------------ | ---------------- |
| Num              | Coureuse                 | Pos              |
| 231              | Sanne Cant (BEL)         | 11e              |
| 232              | Yara Kastelijn (NED)     | 26e              |
| 233              | Julie De Wilde (BEL)     | 49e              |
| 234              | Justine Ghekiere (BEL)   | AB               |
| 235              | Laura Süßemilch (GER)    | 73e              |
| 236              | Julie Van de Velde (BEL) | 36e              |

## Organisation

### Prix
L'organisation a décidé d'offrir des prix égaux pour les hommes et les femmes.